# 하정우
하정우(河正宇, 본명: 김성훈, 1978년 3월 11일~)는 대한민국의 배우, 영화감독, 각본가, 영화 제작자이다.

## 어린 시절
어릴적부터 항상 아버지 김용건처럼 배우가 되는 것을 꿈꾸어왔지만 대학 진학에 있어서 만큼은 부모님의 투자와 자신의 노력이 아까워 연기 관련 전공이 아닌 다른 일반 학과로 입학하여 따로 탤런트 공채시험을 준비할 생각이었다고 한다. 하지만 수능 실패 후 대입 재수를 준비하며 연극영화과에 지원하라는 어머니의 권유로 입시연기학원에 등록하게 된다. 그러나 입시만을 위한 학원이었던 만큼 강렬한 연기에 초점을 두는 입시연기가 본인과는 맞지 않다고 생각하여 며칠 만에 수강을 포기하고, 대신 기획사에서 배우들의 연기 트레이닝을 볼 수 있는 기회를 얻게 되어 이경영, 권해효, 故박광정 등과 함께 트레이닝을 하며 연기를 배웠다고 한다. 그 후 중앙대학교 연극영화과에 입학하며 무대에서 활동, 1998년에는 MBC 27기 공채 탤런트(10월) 시험을 봤으나 탈락한 뒤   해군에  자원 입대하여 본인의 연기 경험을 활용하여 10여편의 국군 홍보 영화에 출연하였다.

## 경력

### 2003–2007: 초기 경력
하정우는 본명인 '김성훈'으로 2003년 영화 《마들렌》으로 배우 데뷔하였다. 그 후 몇 년간 여러 TV 드라마와 영화에서 조연으로 출연하며 별다른 주목을 받지 못하다가 2005년 그는 연예 매니지먼트사 iHQ와 계약을 체결하며 '하정우'라는 예명을 쓰기 시작함과 동시에 그 해 2005년 독립 영화 《용서받지 못한 자》에서 말년 병장 태정 역으로 첫 주연을 맡게 된다. 영화는 윤종빈 감독의 중앙대학교 영화학과 졸업작품으로 군대로 대변된 계급 사회를 통해 우리 사회의 집단적 폭력과 모순을 그린 수작이라는 평을 받으며 큰 주목을 받았고, 제59회 칸 국제영화제 주목할 만한 시선부문에 초청 되어 처음으로 칸 레드카펫을 밟았다. 영화에서 그의 연기는 평단의 호평을 받아 청룡영화상, 대한민국 영화대상, 백상예술대상 신인남우상에 후보 지명되었고, 한국영화평론가협회상 신인남우상을 수상하였다. 하정우는 김기덕 감독의 영화 《시간》(2007)과 《숨》(2007)에서 보여준 그의 연기력은 국내외에서 더 많은 주목을 받았다. 특히 그가 사형수를 사랑하게 된 여인의 남편 역을 연기한 영화 《숨》은 제60회 칸 국제영화제 공식경쟁부문에 초청 되는 쾌거를 이뤘다.
하정우는 2007년 MBC 드라마 《히트》에서 초년 검사 김재윤 역을 맡아 고현정과 호흡을 맞추며, 많은 사랑을 받았다. 그는 또한 미국 독립 영화 《두 번째 사랑》에서 베라 파미가와 공연하였다.

### 2008–2009: 주목을 받게 된 영화들
하정우는 2008년 영화 《추격자》에서 연쇄 살인범 영민 역을 연기해 강렬한 인상을 남기며 대중적으로 큰 주목을 받았다. 이 영화는 500만이 넘는 흥행작으로 제61회 칸 국제영화제 미드나잇 스크리닝부문 초청과 함께 비평가들의 높은 평가와 수 많은 시상식에서 수상하는 쾌거를 달성하였고, 청룡영화상, 대종상, 백상예술대상, 부일영화상, 아시안 필름 어워즈 등의 영화 시상식에서 남우주연상에 첫 후보 지명되었으며, 춘사영화상과 황금촬영상, 디렉터스 컷 시상식에서 남우주연상을 수상하였다. 이외에도 영화 《멋진 하루》(2008), 《비스티 보이즈》(2008)와 《국가대표》(2009), 《보트》(2009) 등의 다양한 영화에 출연하며, 2008년과 2009년 동안 그는 한국 영화계에서 가장 인기있는 배우 중 한 명으로 성장하였다. 이 중 영화 《국가대표》는 스키점프 국가대표팀을 소재로 한 작품으로 2009년에 개봉한 영화 중에서 가장 큰 흥행을 기록한 영화 중 하나이다.

### 2009–2013: 상업적 성공과 흥행
하정우는 2009년 영화 《황해》로 나홍진 감독, 김윤석과 2년만에 재작업하였고, 영화는 제64회 칸 국제영화제 주목할 만한 시선부문에 초청되었다. 그의 연기는 평단의 호평을 받아 백상예술대상, 한국영화평론가협회상과 아시안 필름 어워즈에서 남우주연상을 수상하였다.
하정우는 2011년 영화 《의뢰인》에 천재적인 두뇌를 가진 변호사 강성희 역을 연기했다. 이 영화는 아내를 죽인 혐의를 받고 있는 살인 용의자를 변호하는 변호사와 그를 범인으로 확신하고 있는 검사의 치열한 대결을 벌이는 법정 스릴러물이다. 2012년 초, 하정우는 삼성 갤럭시 노트로 이재용, 강형철, 장훈 감독이 각각 로맨스, 코미디, 액션 장르로 제작한 웹툰과 영화, 음악을 아우르는 새로운 콘텐츠 '시네노트'에서 세가지 장르 영화에 출연했다. 같은 해, 하정우는 영화 《범죄와의 전쟁》으로 윤종빈과 세 번째로 작업하였고, 최민식과 공연하였다. 그 뒤 다음 작품으로는 로맨틱 코미디 영화 《러브 픽션》에 출연하였다. 두 영화는 극장에서 좋은 흥행 성적을 거뒀다. 이후 《러브 픽션》에서 공연한 공효진을 포함한 14명의 배우들이 서울에서 해남까지 국토대장정 여행을 떠났다. 이 다큐멘터리 영화는 지난 2011년 제47회 백상예술대상 시상식에 오른 하정우의 발언으로부터 시작되었는데, 2년 연속 수상할 경우 대국민공약을 걸어달라는 하지원의 돌발질문에 벌어질 일들을 예상치도 못한 채 엉겁결에 국토대장정을 하겠다고 답하였고, 《황해》로 상을 받게 되면서 실행하게 되었다.
2013년 하정우는 류승완 감독의 영화 《베를린》에서 베를린에서 탈북한 북한 요원 표종성 역을 연기했다. 한석규, 전지현, 류승범과 공연하였다. 그는 영화 《더 테러 라이브》에서 뉴스 앵커 윤영화 역을 연기했고, 영화는 윤영화가 한강 마포대교 폭탄테러 사건을 독점 생중계하면서 벌어지는 이야기를 다룬 작품으로 558만 관객을 동원하며 큰 성공을 거뒀다. 영화에서 그의 연기는 비평가들의 찬사를 받아 청룡영화상, 백상예술대상, 부일영화상 남우주연상에 후보 지명되었고, 부산영화평론가협회상 남우주연상을 수상하였다.

### 2014–현재: 영화감독 데뷔, '암살'과 '아가씨'
하정우는 영화 《롤러코스터》로 영화 감독 데뷔를 하였다. 영화는 한류스타 마준규가 탄 비행기가 난기류에 휩싸이며 벌어지는 일을 그린 작품으로 정경호가 주연을 맡아 제18회 부산 국제영화제를 통해 초연 되었고, 제9회 오사카 아시안 영화제에서 미래의 재능상을 수상했다. 하정우는 2014년 시대극 액션 영화 《군도: 민란의 시대》으로 윤종빈 감독과 다시 한번 작업하였고, 조선시대 최하층 천민 백정이자 쇠백정과 화적 떼 군도의 리더 돌무치 / 도치 역을 연기했다.
2015년, 하정우는 문화대혁명 등 혼돈의 중국현대사를 관통하며 살아남은 중국 민초들의 이야기를 풍자적으로 묘사한 중국 현대문학의 거장 위화의 소설 ‘허삼관 매혈기’를 기반으로 영화 《허삼관》에서 감독과 각본가 겸 주연을 맡아 상업 영화 연출에 처음 도전했다. 그는 그 후 최동훈 감독의 영화 《암살》에서 300달러면 국적 불문, 성별 불문 누구든 처리하는 청부살인업자 하와이 피스톨 역을 연기했다. 영화는 1930년대 상하이와 경성을 배경으로 친일파 암살작전을 위해 모인 암살자들과 임시정부요원, 청부살인업자 등 조국도 이름도 용서도 없는 이들의 끝을 예측할 수 없는 이야기를 담고 있으며, 이정재, 전지현, 조진웅, 오달수와 연기하였다. 또한 1270만명의 관객을 동원하며 역대 한국영화 흥행순위 7위를 기록하는 등 큰 성공을 거두었다.

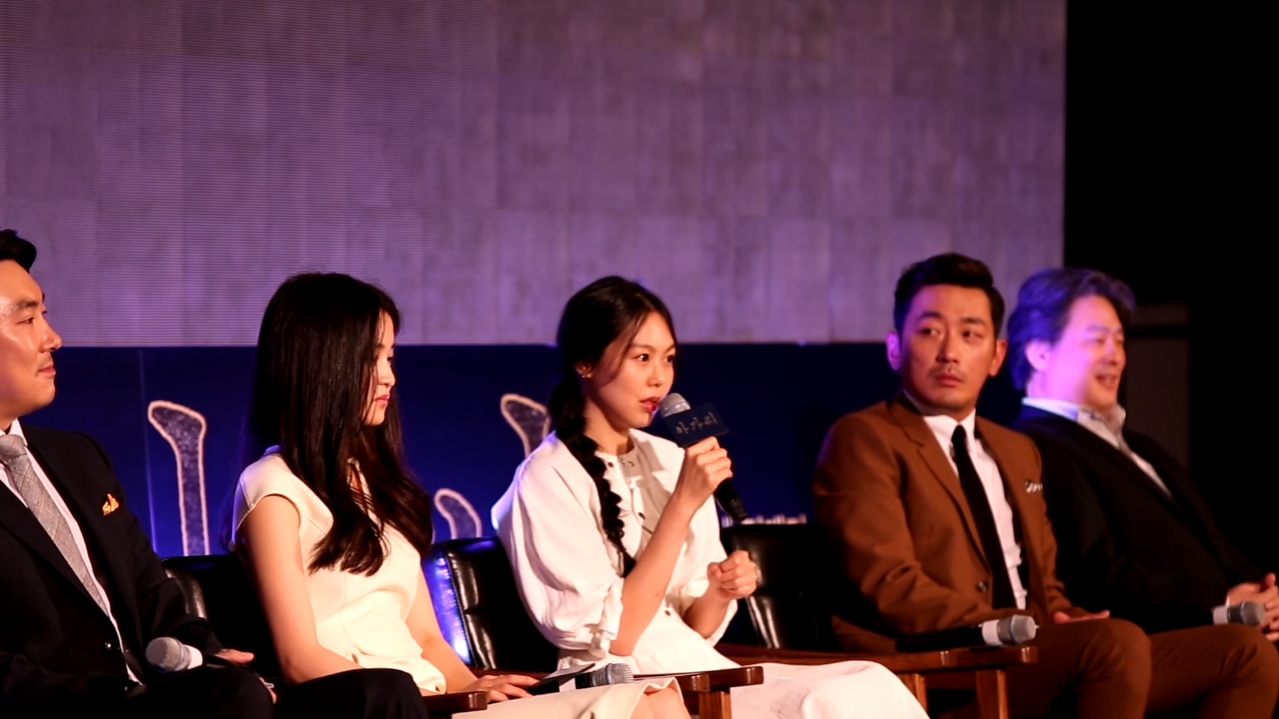
2016년 영화 《아가씨》 제작보고회. 왼쪽부터 조진웅, 김태리, 김민희, 하정우, 박찬욱 감독.

2016년, 하정우는 두 편의 흥행 영화에 출연했다. 박찬욱 감독의 영화 《아가씨》에서 그는 사기꾼 백작 역을 맡아 신분과 목적을 감춘 채 막대한 재산을 노리고 아가씨에게 접근하는 인물을 연기했으며, 김민희, 김태리, 조진웅과 공연하였다. 영화는 영국작가 사라 워터스의 소설 ‘핑거스미스’를 기반으로 1930년대 일제강점기 조선, 막대한 재산을 상속받게 된 귀족 아가씨와 아가씨의 재산을 노리는 백작, 그리고 백작에게 거래를 제안받은 하녀와 아가씨의 후견인까지, 돈과 마음을 뺏기 위해 서로 속고 속이는 인물들의 이야기를 그리고 있으며, 제69회 칸 국제영화제 공식경쟁부문에 초청되었다. 다음 작품으로는 김성훈 감독의 스릴러 영화 《터널》에서 터널에 갇힌 정수 역을 맡아 배두나, 오달수와 연기였다. 영화에서 그의 연기는 평단의 호평을 받아 청룡영화상, 대종상, 백상예술대상 남우주연상에 후보 지명되었다.
하정우는 2016년 10월, 2004년부터 12년동안 동고동락했던 전 소속사 판타지오와 계약이 종료 된 후, 2017년 1월에 정우성이 대표, 이정재가 이사로 있는 아티스트컴퍼니와 매니지먼트 전속 계약을 하였다.
하정우는 한국 최초의 남성 패션 디자이너 앙드레 김의 전기 영화에 캐스팅 되었으며, 김용화 감독의 영화 《신과함께: 죄와 벌》에서 저승사자 강림 역을 맡았다. 영화는 주호민 작가의 동명 웹툰을 원작으로 한 작품으로 주인공이 죽은 뒤 저승에서 49일간 재판을 받는 과정을 그린 작품이다. 다음 작품으로는 장준환 감독의 영화 《1987》에 출연한다. 영화는 6.10항쟁의 기폭제가 된 ‘박종철 고문치사 사건’을 둘러싸고 진실을 은폐하려는 세력과 목숨을 걸고 진실을 알리려는 사람들의 얘기를 다루고 있다. 하정우는 또한 영화 《PMC: 더 벙커》로 김병우 감독과 두 번째 작업하며, 이선균과 연기할 예정이다. 영화는 'PMC'(private military company)는 민간 군사 기업을 뜻하는 용어를 뜻하며, 남북 관계가 최고 긴장감이 도는 상황에서 지하 벙커에 있는 어떤 인물을 구해야 하는 민간 군사 기업의 이야기를 그린다.

## 화가 활동
하정우는 대학 시절에 취미로 시작했던 그림을 2007년부터 본격적으로 하여 현재 화가로서의 활동도 겸하고 있다. 그의 작품은 팝아트와 표현주의 스타일의 하이브리드로 이루어졌으며, 인물의 얼굴이나 꽃의 모습을 극대화한 후 원색적인 색감을 가미한 하정우의 작품은 팝아트적인 매력으로 젊은 미술품 애호가의 사랑을 받고 있다. 실제 2010년 첫 개인전을 시작으로 국내외 유명 갤러리에서 매년 꾸준히 작품을 선보이고 있다.
2011년, 하정우는 그림과 연기, 삶에 대한 솔직한 이야기를 담은 《하정우, 느낌있다》이라는 제목의 에세이집을 첫 발간했다. 인생에 관한 그의 생각 외에도, 하정우는 파블로 피카소, 루이스 부르주아, 엘리자베스 페이튼 등 유명 화가에 대한 견해도 가감 없이 전하기도 했다. 이 책에는 직접 그린 약 60여 점의 회화 작업과 함께 연기, 가족, 사랑, 우정, 동료, 즐겨 듣는 음악 등 일상에 대한 솔직한 이야기들이 담겼다.

## 개인 생활
하정우는 특별한 일이 없는 한 항상 걸어다닐만큼 걷기를 생활화하며 즐기는 '걷기 예찬론자'로, 걷기를 예찬하는 자신의 에세이 책도 출간한 바 있으며 지인들과 걷기 모임을 가지고 있다.
또한 하와이 여행을 특히 좋아하여 '제 2의 집'이라고 칭할 만큼 자주 들른다고 하며, 휴식차로 가는 하와이에 가서도 가장 좋아하는 '걷기'에 심취한다고 한다.

### 기타
놀이기구 타는 것과 비행기를 타는 것을 무서워서 싫어한다고 언급한 바 있다.

## 학력
- 서울원촌국민학교 졸업
- 신동중학교 졸업
- 서울고등학교 졸업
- 중앙대학교 연극영화학(학사)

## 도서
- 2011년 《하정우, 느낌있다》 (문학동네, ISBN 9788954614665)
- 2018년 《걷는사람, 하정우》 (문학동네, ISBN 9788954653817)